# Demon Days Live
Demon Days Live is een dvd van Gorillaz. Het werd in maart 2006 uitgebracht en bevat een registratie van de concertreeks die de virtuele band van 1 tot en met 5 november 2005 in het Manchester Opera House hield. Behalve Damon Albarn en zijn vaste Gorillaz-team waren onder andere De La Soul, Shaun Ryder en Roots Manuva te gast. Ook kinderkoren uit de omgeving van Manchester waren ingehuurd om te helpen.
Het optreden in Manchester bestaat uit grote projectieschermen waarop de geanimeerde bandleden te zien zijn. Zo is Albarn alleen als silhouette achter een piano te zien; alleen tijdens "Hong Kong" is Albarn voor het scherm te zien. Daarnaast zijn in de dvd splitscreens te zien met extra animaties. MF Doom en Dennis Hopper waren niet aanwezig; hun inbreng werd gecompenseerd met videobeelden. Hetzelfde werd gedaan voor Ibrahim Ferrer, die een jaar eerder was overleden.

## Nummers
Alle nummers werden gespeeld door Gorillaz met eventuele aanvullende artiesten.
1. "Intro"met Don Harper
2. "Last Living Souls"
3. "Kids With Guns" met Neneh Cherry
4. "O Green World"
5. "Dirty Harry" met Bootie Brown
6. "Feel Good Inc." met De La Soul
7. "El Mañana"
8. "Every Planet We Reach Is Dead" met Ike Turner
9. "November Has Come"
10. "All Alone" met Roots Manuva en Martina Topley-Bird
11. "White Light"
12. "Dare" met Rosie Wilson en Shaun Ryder
13. "Fire Coming Out of the Monkey's Head"
14. "Don't Get Lost in Heaven"
15. "Demon Days"
16. "Hong Kong featuring" met Zeng Zhen
17. "Latin Simone (Que Pasa Contigo)"

Damon Albarn · Jamie Hewlett